# Kozojedy (okres Jičín)
Kozojedy (dříve Velké Kozojedy) jsou obec v okrese Jičín v Královéhradeckém kraji. Leží zhruba osm kilometrů východně od Kopidlna a čtrnáct kilometrů jižně od Jičína. Žije v ní 163 obyvatel.

## Historie
První písemná zmínka o obci pochází z roku 1369.

## Obyvatelstvo
| Rok            | 1869 | 1880 | 1890 | 1900 | 1910 | 1921 | 1930 | 1950 | 1961 | 1970 | 1980 | 1991 | 2001 | 2011 | 2021 |
| -------------- | ---- | ---- | ---- | ---- | ---- | ---- | ---- | ---- | ---- | ---- | ---- | ---- | ---- | ---- | ---- |
| Počet obyvatel | 333  | 342  | 356  | 326  | 388  | 420  | 428  | 331  | 340  | 286  | 233  | 210  | 199  | 183  | 179  |
| Počet domů     | 50   | 52   | 57   | 54   | 80   | 86   | 103  | 107  | 93   | 88   | 76   | 104  | 101  | 97   | 78   |

## Obecní správa
Mezi lety 1850–1960 byly Kozojedy obcí v okrese Nový Bydžov (1850–1950) a později v okrese Jičín. V letech 1960–1990 patřily jako část obce k Žlunicím a od 24. listopadu 1990 jsou opět samostatnou obcí.

### Obecní symboly
Znak a vlajka byly obci uděleny rozhodnutím předsedy Poslanecké sněmovny Parlamentu České republiky dne 21. června 2018.

## Pamětihodnosti
- Dřevěný kostel svatého Václava v jižní části vesnice
- Pomník padlým v první světové válce
- Socha Panny Marie
- Socha svatého Jana Nepomuckého

## Pověsti
Místnímu rytíři se ztratil jeho oblíbený chrt a čarodějnice mu slíbila, že když jí dá svého sluhu Jana, aby se mohla koupat v jeho krvi, chrta mu vrátí. Rytíř se nejprve zdráhal, ale po několika dnech mu zchromla ruka a čarodějnice mu řekla, že i toho se zbaví, pokud jí sluhu věnuje. Rytíř jí tedy sluhu přivedl, čarodějnice jej vyléčila a přivedla mu i chrta. Chrt však za pět dní zemřel a rytíře hryzalo svědomí. Aby svému svědomí ulevil, nechal postavit v obci kostelík a zavěsil do něj stříbrný zvon. Ten však místo zvonění volal: „Jan za chrta dán!“ a to tak strašlivým hlasem, že rytíř zemřel hrůzou. Zvon byl raději přenesen do Nového Bydžova, kde zvonil tak, jak má.

## Galerie

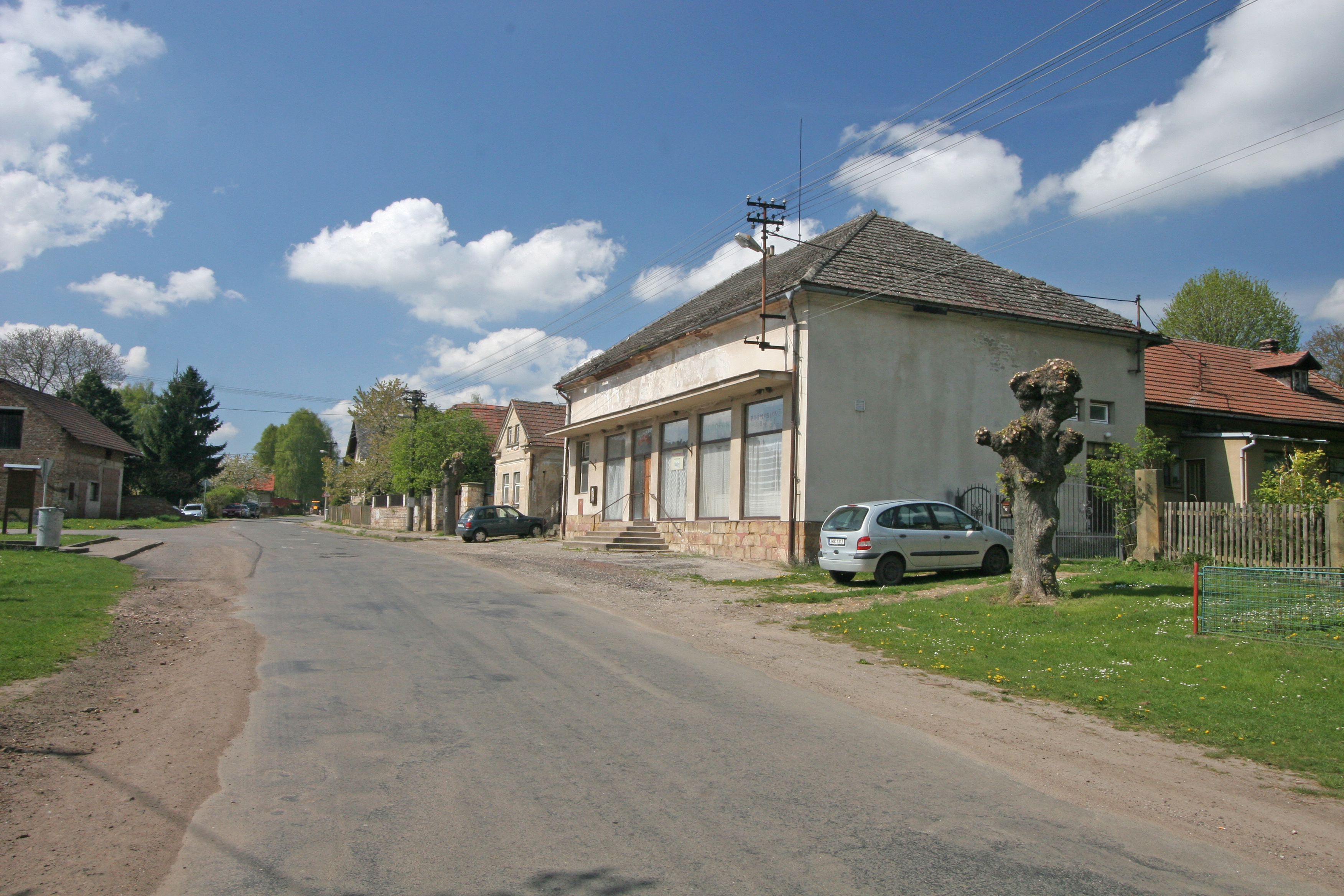
Bývalá prodejna
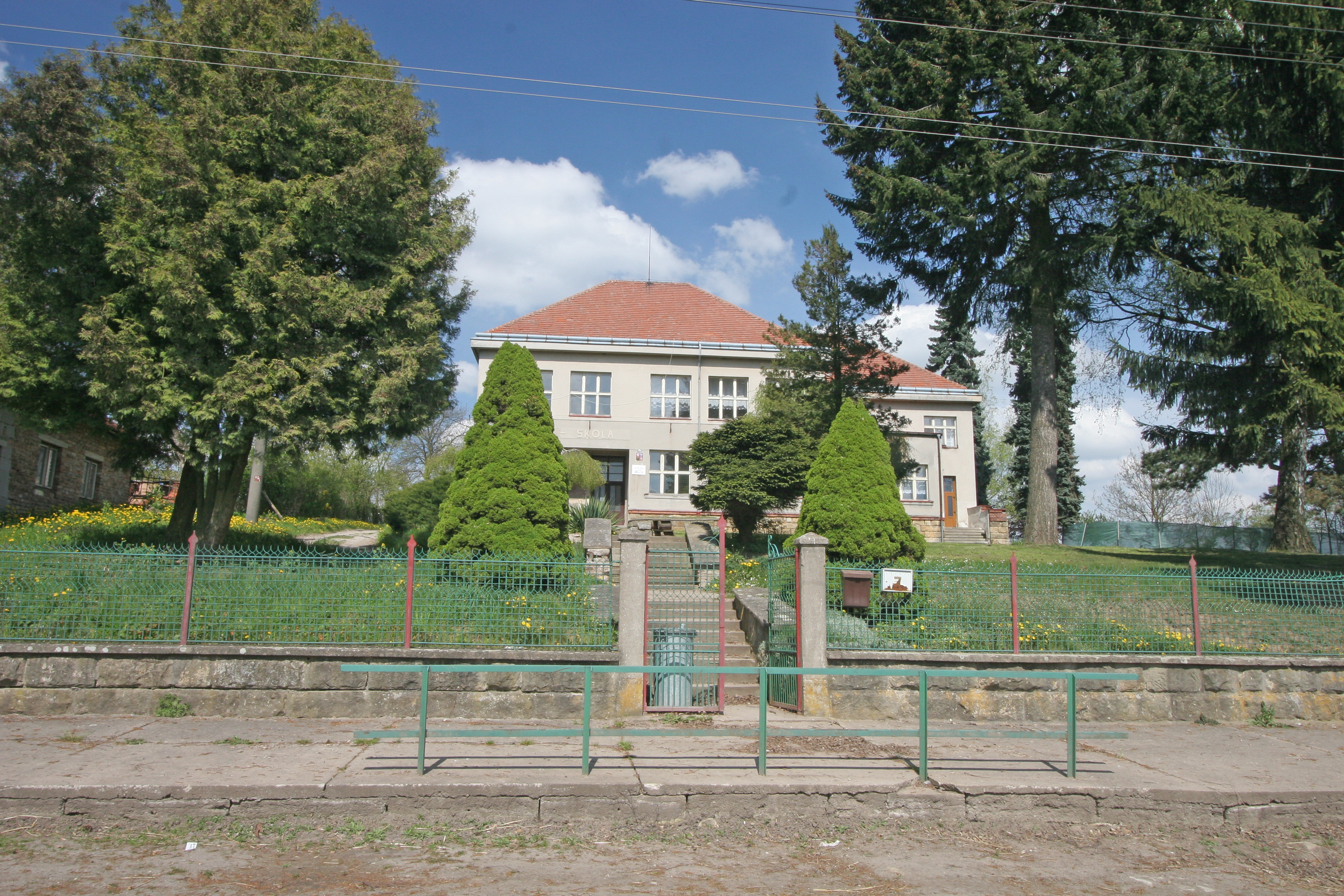
Škola
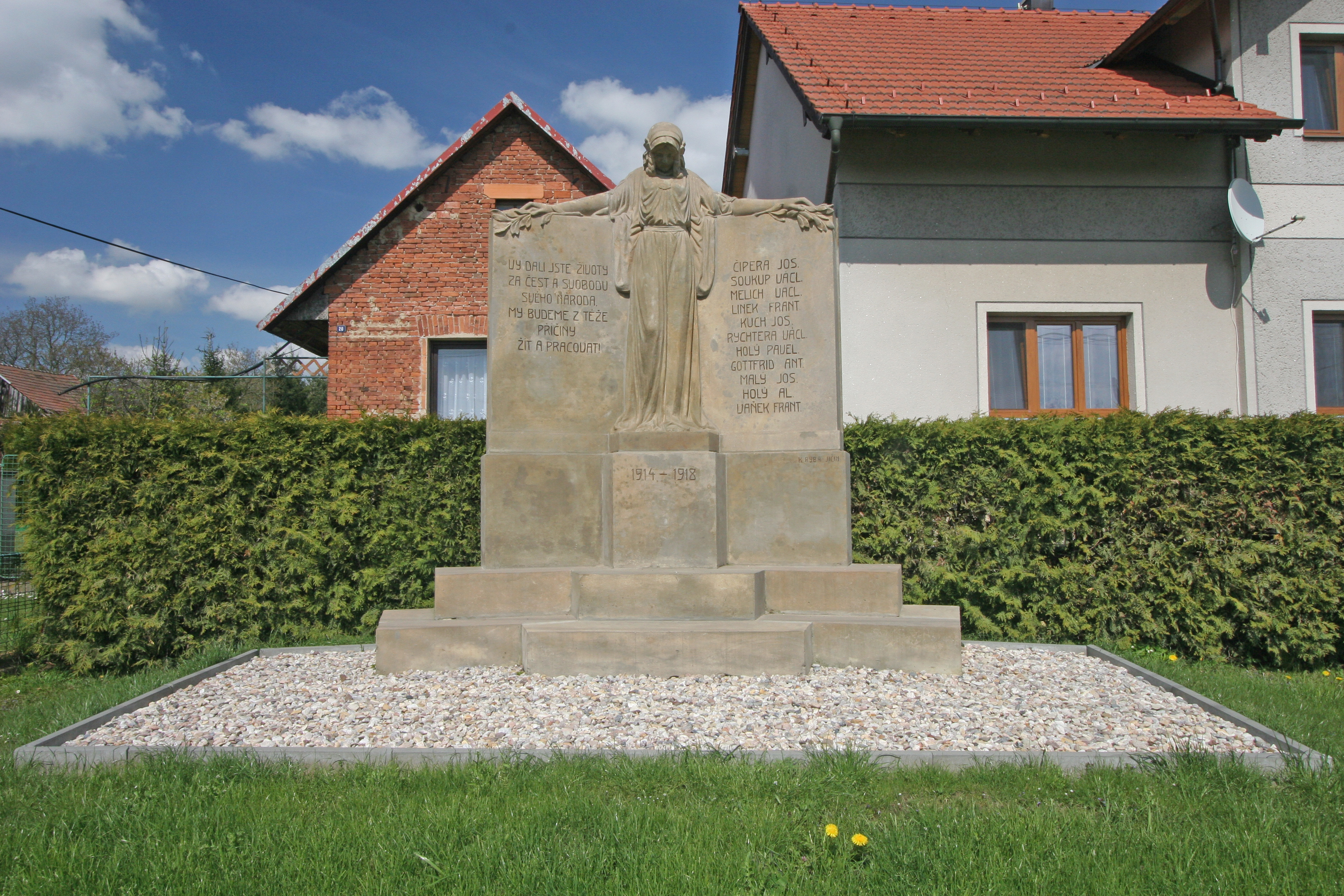
Pomník padlých
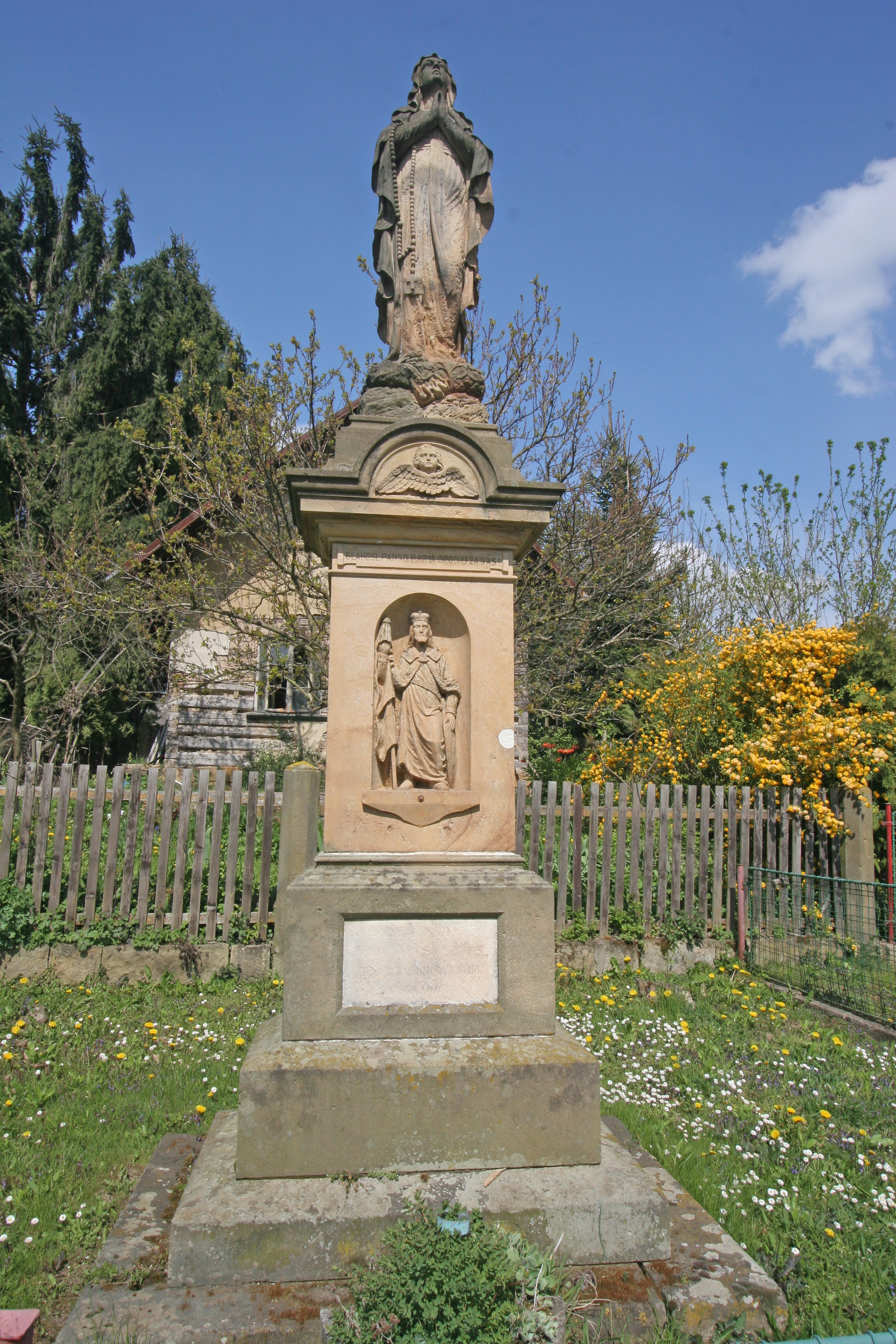
Socha Panny Marie